# Prosthechea apuahuensis
Prosthechea apuahuensis là một loài thực vật có hoa trong họ Lan. Loài này được (Mansf.) M.E.Berg mô tả khoa học đầu tiên năm 2001.